# Banjar (Bali)
Pour les articles homonymes, voir Banjar.
Le banjar est, dans l'île de Bali en Indonésie, le hameau traditionnel constituant l'unité de base de la société traditionnelle balinaise. Selon le droit coutumier, c'est le banjar qui détient l'autorité pour régler et gérer les affaires de la communauté. Cette autorité est reconnue par la loi indonésienne, notamment dans le cadre des lois sur l'autonomie régionale.